# 吳雨
吳雨，BBS（1950年2月10日—），原名吳瑞雲，香港著名传媒人，生于英属香港，曾担任多家传媒和娱乐机构的创意总监和高层管理人员。曾任職英皇娛樂集團有限公司執行董事兼行政總裁、國際唱片業協會（香港會）主席、英皇娛樂創意學院校長、亞洲電視數碼媒體行政總裁、香港無綫電視制作總監、華星唱片行政總裁。現為香港藝術發展局委員及香港浸會大學傳理系首席顧問。其「吳雨」一名由他任職針織廠時期的一位秘書為他所改。靈感來自其本名「吳瑞雲」；抽起「瑞」字而只保留「雲」上的「雨」。此名本來用於隱瞞針織廠上司為無綫電視兼職編劇，卻一直沿用至今。吳雨是香港唯一的人，具備豐富電視、電影、流行音樂、娛樂、文化藝術經驗，是香港娛樂界的翹楚。

## 背景

### 早年生活
吳雨的契母是紅線女，馬鼎盛是他的契兄。他早年在香港島石塘咀的板間房成長，父親是一名海員兼廚師。求學方面畢業於聖公會幼稚園（1956年畢業，與音樂製作人林敏怡及前香港醫學會會長何仲平為同屆同學）和聖士提反堂小學，後在聖公會鄧肇堅中學預科畢業後投身社會。當時由於聖士提反堂中學尚未興辦，其父母唯有另覓一所香港聖公會屬下的中學讓他升學，於是選擇了當時原名為「聖公會中學」的聖公會鄧肇堅中學。在校期間曾經經歷聖公會鄧肇堅中學當年未落成新校舍而借用聖保羅男女中學校舍上課的時期。吳雨是該校畢業生，入讀中一時曾留級一年，與香港著名電視節目《勁歌金曲》及演唱會監製楊健恩為同學。而中國香港體育協會暨奧林匹克委員會義務秘書長彭則是他當年的體育科老師。

### 個人發展
吳雨任職曹光彪南洋針織廠毛紡分配部員工逹五年後，即1975年為了想從事電視幕後製作才加入香港無綫電視。此前受劉天賜寫「李三腳」電台節目劇本啟發，自己撰寫劇本且寄到香港商業電台。結果獲時任高層胡沙賞識，把其作品轉成廣播劇安排在電台節目《遊戲人間》（《十八樓C座》前身）播出。此外，還曾與程雪門及馮展萍同為《十八樓C座》寫劇本。又曾三次應徵麗的電視助理編導及場務崗位。未幾與針織廠同事合辦一份名為《青蘋果》的青年周刊雜誌，推出十期後停刊。及後二十年間，吳在無綫擔任製作總監，管理電視節目製作及創作部門。入職初期由任職無綫電視的林旭華提攜入行，引薦認識劉天賜和擔任《歡樂今宵》兼職編劇，主要创作小品趣剧如《歡樂今宵》環節「多咀街」、《林亞珍》等，後為該節目的劇本審閱、監製。1981年升為製作經理助理。1990年由副製作經理再升為助理製作總監（綜藝及資訊節目）。
吳主张唯才是用、创意主导，并发掘了大批综艺节目台前幕后的精英如廖伟雄、吴君如、周星驰等，也培养了黎文卓、何丽全等金牌创作人。他曾參與製作《白金巨星耀保良》、《慈善星輝仁濟夜》、《龙凤呈祥贺台庆》、《翡翠歌星賀台慶》、《万千星辉贺台庆》、《欢乐满东华》等綜合節目，也筹划了多个艺员歌手表演项目和創作了《封神榜》及《季節》等处境剧。1978年改編了電視劇《狂潮》，且由譚炳文拍攝成電影《鬼馬狂潮》。1981年, 吳雨為無線電視籌劃全新音樂節目。吳雨從EYT分拆當時只有十分鐘的音樂環節, 打造了無線電視的金牌音樂節目勁歌金曲。在1980年代中期，吳雨涉足电影界，出任無綫附屬公司「星藝映畫」的總經理，負責電影製作。直至1996年加入華星娛樂有限公司，任職總經理，負責唱片製作、發行與經銷及藝人管理等業務。期間培育了「華星三寶」陳奕迅、楊千嬅及梁漢文等著名歌手。1999 - 2001 年間更曾經出任過無綫電視附屬電影公司總經理以及有線電視顧問一職。
2001年12月，吳雨加盟英皇娛樂集團有限公司任行政總裁，主理集團之企業及業務策略與營運。基於提攜過多位影視紅星，如沈殿霞、狄波拉、鄭裕玲、溫拿、陳百祥、周潤發、李克勤 、郭藹明 、古天樂、容祖兒、Twins、林峰、張敬軒、陳偉霆等人，所以吳被香港娛樂圈中人尊稱為「吳雨大哥」。2008年，吳雨當選國際唱片業協會（香港會）主席。2013年曾獲成都西華大學鳯凰學院委任為演藝學系榮譽主任教授。至2016年10月宣布榮休，同時退任英皇娛樂集團執行董事兼行政總裁及國際唱片業協會(香港會)主席，改為出任國際唱片業協會（香港會）籌委會主席。2016年12月12日，香港商業電台陳志雲邀請吳雨主持雷霆881新廣播節目《娛樂大哥》。2017年1月3日，香港特別行政區政府委任吳雨出任香港藝術發展局成員。同年6月29日，他獲香港特別行政區政府授勳銅紫荊星章，以表掦其40多年來在電視業界及娛樂圈內的貢獻。年底出任亞洲電視數碼媒體行政總裁。
2019年5月16日，吳雨獲中國（廣州）演出經紀人大會頒發終生成就獎。
2023年1月3日，香港特別行政區政府委任吳雨出任文化藝術盛事委員會（盛事委員會）委員。

## 其他資料
吳雨是香港賽馬會會員，自2015-2016馬季開始成為馬主，曾先後與資深馬主呂少文等人合夥擁有名下馬匹「豪勝」、「開心之友」、「開心無價」。

## 節目嘉賓
- 2007年：志雲飯局（第57集）
- 2011年: 星星同學會
- 2016年: 小心華之里
- 2023年: 勁歌43年情．讓音樂高飛